# كارجيل ماكميلان جونيور
كارجيل ماكميلان جونيور (بالإنجليزية: Cargill MacMillan Jr.)‏ هو شخصية أعمال أمريكي، ولد في 29 مارس 1927، وتوفي في 14 نوفمبر 2011 بسبب مرض باركنسون.